# Sint-Rochuskerk (Białystok)
De Rochuskerk (Pools: Kościół św. Rocha) is een belangrijke kerk in het centrum van Białystok. De kerk is gelegen tussen het station van Białystok en het winkelcentrum aan de westzijde van ul. Lipowa.
De kerk, ontworpen door Oskar Sosnowski, is opgetrokken uit gewapend beton. De bouw van de kerk heeft lange tijd geduurd, namelijk van 1927 tot 1946. De kerk kijkt over de stad uit en heeft een 83 meter hoge toren.